# Jármű hatalomba kerítése
A jármű hatalomba kerítése   egy közbiztonság elleni bűncselekmény.

## A hatályos szabályozás
„320. § (1) Aki légi jármű, tömegközlekedési vagy tömeges áruszállításra alkalmas jármű ellenőrzését erőszakkal, fenyegetéssel, illetve másnak öntudatlan vagy védekezésre képtelen állapotát előidézve magához ragadja, bűntett miatt öt évtől tíz évig terjedő szabadságvesztéssel büntetendő.

(2) A büntetés tíz évtől húsz évig terjedő vagy életfogytig tartó szabadságvesztés, ha a bűncselekmény halált okoz.

(3) Aki jármű hatalomba kerítésére irányuló előkészületet követ el, két évtől nyolc évig terjedő szabadságvesztéssel büntetendő.

(4) Korlátlanul enyhíthető annak a büntetése, aki a bűncselekményt abbahagyja, mielőtt abból súlyos következmény származott volna.”

## A korábbi magyar szabályozás
A légijármű, vasúti, vízi, közúti tömegközlekedési vagy tömeges áruszállításra alkalmas jármű hatalomba kerítése a közbiztonság elleni bűncselekmények csoportjába tartozik, a bűncselekmény jogi tárgya a közlekedésben részt vevő személyek és vagyontárgyak biztonságához fűződő társadalmi érdek.

„Btk. 262. § 

- (1) Aki légijármű, illetve vasúti, vízi, közúti tömegközlekedési vagy tömeges áruszállításra alkalmas jármű ellenőrzését erőszakkal, fenyegetéssel, avagy másnak öntudatlan vagy védekezésre képtelen állapotba helyezésével a jármű ellenőrzését magához ragadja, bűntettet követ el, és öt évtől tíz évig terjedő szabadságvesztéssel büntetendő.

- (2) A büntetés tíz évtől tizenöt évig terjedő vagy életfogytig tartó szabadságvesztés, ha a bűncselekmény egy vagy több ember halálát okozza.

- (3) Aki légijármű, illetve vasúti, vízi, közúti tömegközlekedési vagy tömeges áruszállításra alkalmas jármű hatalomba kerítésére irányuló előkészületet követ el, bűntett miatt két évtől nyolc évig terjedő szabadságvesztéssel büntetendő.

- (4) Korlátlanul enyhíthető annak a büntetése, aki a bűncselekményt abbahagyja, mielőtt abból súlyos következmény származott volna.”

### Elkövetési tárgy
A bűncselekmény elkövetési tárgyai a légi jármű (légi közlekedés eszköze, minden személyzet által vezetett repülő eszköz), a vasúti, vízi, közúti tömegközlekedési illetve tömeges áruszállításra alkalmas jármű. Nincs jelentősége annak, hogy gépi meghajtásúak-e vagy sem.

### Elkövetési magatartás
A bűncselekmény elkövetési magatartása a jármű ellenőrzésének az elkövető általi magához ragadása (üzemeltetése feletti tényleges hatalom megszerzése).

### Elkövetés módja
Az elkövetési magatartást erőszakkal (jármű vezetői ellen kell irányulnia), fenyegetéssel (olyan súlyos hátrány kilátásba helyezése, amely alkalmas arra, hogy a megfenyegetettben komoly félelmet keltsen - a fenyegetés bárki ellen irányulhat), illetve öntadatlan vagy védekezésre képtelen állapotba helyezéssel (elkábítás, bezárás stb.) kell megvalósítani.

### Egyéb
Az elkövetés helye közömbös, annak sincs jelentősége, hogy például a légi jármű a levegőben tartózkodik-e vagy a kifutópályán.
A bűncselekmény előkészületét is bünteti a törvény.
A bűncselekmény tartós bűncselekmény, akkor válik bevégzetté, ha a jogellenes állapot megszűnik.
Az ellenőrzés megszerzésére tekintettel célzatos a bűncselekmény, csak egyenes szándékkal valósítható meg.
Korlátlanul enyhíthető, ha az elkövető a bűncselekményt abbahagyja és súlyos következmény még nem származott az addigi cselekményéből.